# Test Drive 2001
Test Drive 2001 – wyścigowa gra konsolowa na platformę Game Boy Color, wyprodukowana przez Xantera i wydana przez Infogrames dnia 14 grudnia 2000. W grze znajduje się 13 w pełni licencjonowanych pojazdów.
Craig Harris z IGN ocenił grę na 6,0.